# Katrin Sass
Pour les articles homonymes, voir Sass.
Katrin Sass (Saß), née le 23 octobre 1956 à Schwerin dans l'ex-RDA, est une actrice allemande de théâtre, de cinéma et de télévision.

## Biographie
Sa mère est l'actrice Marga Heiden (de) qui s'est fait connaître à la télévision de la RDA par des pièces en dialecte au théâtre Fritz-Reuter de Schwerin. Sur son insistance, Katrin apprend d'abord un métier « convenable » : travailleuse qualifiée en télécommunications (téléphoniste). Elle échoue dans une première candidature à l'école du spectacle de Berlin (École du spectacle Ernst-Busch), mais réussit sa seconde tentative, à Rostock.
En 1979, elle fait ses débuts au cinéma avec le rôle principal dans le film Bis daß der Tod euch scheidet (Jusqu'à ce que la mort vous sépare), où elle interprète une jeune épouse précocement désabusée.
Mais c'est au début des années 1980 que commence vraiment sa carrière. Son interprétation dans le film Bürgschaft für ein Jahr (Caution pour un an), de Herrmann Zschoche, alors qu'elle était encore étudiante, lui vaut l'Ours d'argent à la Berlinale de 1982, à Berlin-Ouest. On va la voir ensuite dans de nombreux films de la DEFA.
Sa carrière théâtrale débute au théâtre Kleist de Francfort-sur-l'Oder. En 1981, Peter Sodann l'appelle à Halle. Elle est ensuite engagée au Schauspielhaus (de) de Leipzig jusqu'en 1990.
Après la chute du mur de Berlin et la fin de la RDA, sa carrière artistique subit quinze années de « quasi-traversée du désert ». Elle fait un « come-back » sur les écrans grâce à Heidi M. et surtout Good Bye, Lenin!, en 2003, film où elle interprète le rôle d'une mère de famille est-allemande tombée dans le coma à la veille de la chute du Mur, et à laquelle son fils fait croire à son réveil que la RDA est toujours là afin de la ménager. En août 2006, elle joue le rôle de Celia Peachum, dans une mise en scène de Klaus Maria Brandauer de L'Opéra de quat'sous de Bertolt Brecht au théâtre Metropol de Berlin, et simultanément on va la revoir surtout dans des téléfilms ou des séries télévisées. En 2011, elle a accepté pour la première fois de tourner dans un clip vidéo : elle interprète le rôle principal dans Wir sind am Leben du groupe Rosenstolz.
Katrin Sass précise qu'elle a dû faire changer son nom en RDA pour Saß car les autorités de l'époque auraient fait le rapprochement entre l'orthographe Sass et l'association des deux abréviations SA et SS. Elle a indiqué avoir été espionnée, à l'époque de la RDA, par sa meilleure amie ainsi que par des amis et collègues qui se sont laissés enrôler comme collaborateurs officieux (IM) par la Stasi.
Katrin Sass a été mariée de 1991 à 2007 avec le metteur en scène est-allemand Siegfried Kühn. Elle vit dans le Mecklembourg et à Berlin.

## Filmographie

### Films (cinéma)
- 1979 : Jusqu'à ce que la mort vous sépare (Bis daß der Tod euch scheidet) de Heiner Carow
- 1980 : La Fiancée (Die Verlobte) de Günther Rücker (de) et Günter Reisch
- 1981 : Bürgschaft für ein Jahr de Herrmann Zschoche
- 1985 : Meine Frau Inge und meine Frau Schmidt de Roland Oehme (de)
- 1986 : La Maison du fleuve (Das Haus am Fluß) de Roland Gräf
- 1986 : Der Traum vom Elch, de Siegfried Kühn
- 1987 : Fallada - letztes Kapitel
- 1989 : Heute sterben immer nur die anderen, de Siegfried Kühn
- 1997 : Härtetest
- 2001 : Heidi M.
- 2002 : Babij Jar – Das vergessene Verbrechen, avec Axel Milberg et Michael Degen (en)
- 2003 : Good Bye, Lenin!, avec Daniel Brühl, Maria Simon, Florian Lukas, Tchoulpan Khamatova, Michael Gwisdek et Alexander Beyer
- 2005 : Warchild
- 2008 : Lulu und Jimi
- 2010 : Il était une fois un meurtre, de Baran bo Odar

### Téléfilms
- 1993 : Stunde der Füchse
- 1994 : Totes Gleis
- 1995 : Im Netz
- 1996 : Die Gazelle
- 1997 : Der Sohn der Kommissarin
- 1997 : Das vergessene Leben
- 1998 : Ein Mann stürzt ab
- 1998 : Ein tödliches Wochenende
- 1998 : Sperling und der brennende Arm
- 1998 : Das Wunder von Wustermark
- 1999 : Tatort: Todesangst
- 1999 : Blüten aus Werder
- 1999 : Klemperer - Ein Leben in Deutschland
- 2000 : Verhängnisvolles Glück
- 2000 : Schimanski: Tödliche Liebe
- 2000 : Die Polizistin
- 2002 : Tatort: Rückspiel
- 2003 : Tatort: Bienzle und der Taximord
- 2004 : Au secours, les beaux-parents débarquent! (Problemzone Schwiegereltern)
- 2004 : Tatort: Feuertaufe
- 2004 : Mutterseelenallein
- 2004 : Bella Block - Freiheit der Wölfe
- 2005 : Bloch: Ein krankes Herz
- 2005 : Meine verrückte türkische Hochzeit
- 2005-2006 : Unter anderen Umständen
- 2006 : Verschleppt - Kein Weg zurück
- 2007 : Mitten im Leben
- 2007 : Der Kriminalist: Ein ideales Opfer
- 2009 : L'Amie de ma fille (Die Freundin der Tochter)

### Séries télévisées
- 2008 : Dell & Richthoven
- 2010 : Weißensee
- 2013 : Der Kriminalist
- 2013 : Weißensee, der 2. Staffel
- 2014 - en cours : Baltic Crimes
- 2015 : Weißensee, der 3. Staffel
- 2018 : Dogs of Berlin (série télévisée)

## Distinctions
- 1982 – Ours d'argent à la Berlinale 1982 pour son interprétation dans Bürgschaft für ein Jahr
- 1999 – Prix allemand de la télévision Meilleur second rôle féminin pour Ein Mann stürzt ab (la chute d'un homme) et Sperling und der brennende Arm
- 2001 – Prix de la critique cinématographique allemande
- 2003 – Distinction „Bambi”
- 2004 – Prix Jupiter pour Good Bye, Lenin!
- 2015 – Prix européen de la Culture